# Britten Lagerkvist Tranströmer
Britten Lagerkvist Tranströmer, ursprungligen Gerda Birgitta Tranströmer, född 26 januari 1940 i Gustav Vasa församling i Stockholm, är en svensk kooperatör och lokalpolitiker.
Lagerkvist Tranströmer är dotter till redaktörerna Gösta Tranströmer och Ulla, ogift Löfmarck (1908-1995), samt halvsyster till poeten Tomas Tranströmer och dotterdotter till Gösta Löfmarck. Hon avlade studentexamen 1958 och har arbetat som korrekturläsare och frilansande kooperatör. Hon har också varit anställd vid Barnfilmskommittén och samarbetskommittén mot barnolycksfall.
Politiskt aktiv inom Socialdemokraterna sedan många år har hon bland annat suttit i kommunfullmäktige i Stockholm. Hon har varit förbundsordförande i Kooperativa konsumentgillesförbundet, styrelseledamot i KF, Konsum Stockholm och LumaLampan AB. Hon var ordförande i Kooperationens jämställdhetsdelegation 1983–1985.
Britten Lagerkvist Tranströmer var 1958 till 1981 gift med civilingenjören Bo Lagerkvist (född 1940).

## Filmografi i urval
- 1955 – Stockholm frestar